# 김주리
김주리(1988년 5월 21일~)는 대한민국의 2009년 미스코리아 진(眞) 출신 배우이다. 미스 월드 2009와 미스 유니버스 2010에 대한민국 대표로 참가하면서 미스코리아 진 출신으로는 최초로 두 미인 대회에 같은 후보가 출전하였다.

## 약력
- 출생 : 1988년 5월 21일
- 신체 : 172.5 cm, 48 kg, 35-23-35
- 학력 : 볼쇼이발레학교[7], 선화예술고등학교, 선화예술학교, 로열발레학교
- 수상 : 2009년 미스코리아 진(眞)[8][9], 2009년 미스코리아 서울 진(眞)[10][11][12][13], 미스 월드 2009 뷰티 퀸 오브 아시아 & 오세아니아 1위[14][15]
- 경력 : 2009년 꽃사랑 이웃사랑 홍보대사, 한국장애인부모회 후원회 홍보대사, 리틀엔젤스 예술단 프리마돈나 출신
- 취미 : 골프, 승마, 수영, 재즈 댄스
- 특기 : 가야금, 외국어 (러시아어, 영어)

## 출연 작품

### 드라마
| 연도 | 방송사 | 제목                 | 역할   | 비고     |
| ---- | ------ | -------------------- | ------ | -------- |
| 2011 | SBS    | 내일이 오면          | 이지미 | 51부작   |
| 2016 | OCN    | 38사기동대           | 최지연 | 16부작   |
| 2016 | MBC    | 아버님 제가 모실게요 | 장유라 | 특별출연 |
| 2016 | SBS    | 아임 쏘리 강남구     | 신희주 | 120부작  |
| 2019 | KBS2   | 태양의 계절          | 홍지은 | 102부작  |
| 2021 | KBS2   | 사랑의 꽈배기        | 신도희 | 103부작  |

### 영화
| 연도 | 제목                            | 역할   | 비고 |
| ---- | ------------------------------- | ------ | ---- |
| 2014 | 그 어느 날 첫사랑이 쳐 들어왔다 | 효진   |      |
| 2015 | 미션: 톱스타를 훔쳐라           | 정수진 |      |

### TV 방송
| 연도 | 방송사       | 제목                     | 역할 | 비고 |
| ---- | ------------ | ------------------------ | ---- | ---- |
| 2009 | KBS2         | 여유만만                 |      |      |
| 2010 | SBS          | 환상의 스타 커플 최강전  |      |      |
| 2010 | KBS2         | 백점만점                 |      |      |
| 2011 | KBS2         | 아이돌 건강미녀 선발대회 |      |      |
| 2016 | MBC 드라마넷 | 취향저격 뷰티플러스      |      |      |

### 광고
- 아모레퍼시픽 VB프로그램
- 아웃도어 브랜드 에코로바
- 휴온스 알룬
- 패기앤코
- STX 공익광고

## 수상 내역
- 2017년 제11회 케이블TV 방송대상 스타일 아이콘상 《38사기동대》
- 2009 미스월드 탤런트 2위
- 2009 미스월드 뷰티 퀸 오브 아시아 & 오세아니아 1위
- 2009년 미스코리아 선발대회 진(眞)
- 2009년 미스코리아 서울 선발대회 진(眞)

## 같이 보기
- 2009년 미스코리아
- 미스 유니버스 2010
- 미스 월드 2009